# 1509
| [ Edytuj tabelę ]                          | |
| Król Polski                                | - 1507 Zygmunt I Stary 1548 |
| Współksiążęta Andory                       | - 1472 Pere de Cardona 1512 - 1483 Katarzyna z Nawarry 1512 - 1484 Jan III 1516 |
| Król Anglii                                | - 1485 Henryk VII 1509 - 1509 Henryk VIII 1547 |
| Król Aragonii i Walencji, hrabia Barcelony | - 1479 Ferdynand Aragoński 1516 |
| Władca Azteków                             | - 1502 Montezuma II 1520 |
| Elektor Brandenburgii                      | - 1499 Joachim I Nestor 1535 |
| Książę Bawarii                             | - 1508 Wilhelm IV 1550 |
| Sułtan Brunei                              | - 1473 Bolkiah 1521 |
| Cesarz Chin                                | - 1505 Zhengde 1521 |
| Król Czech                                 | - 1490 Władysław II Jagiellończyk 1516 |
| Król Danii                                 | - 1481 Jan Oldenburg 1513 |
| Dalajlama                                  | - 1475 Gendun Gjaco 1541 |
| Władca Egiptu                              | - 1501 Kansuh al-Ghauri 1516 |
| Cesarz Etiopii                             | - 1508 Lybne Dyngyl 1540 |
| Król Francji                               | - 1498 Ludwik XII 1515 |
| Szach Iranu                                | - 1501 Isma’il I 1524 |
| Władca Inków                               | - 1493 Huayna Capac 1527 |
| Lord Irlandii                              | - 1485 Henryk VII Tudor 1509 - 1509 Henryk VIII Tudor 1542 |
| Cesarz Japonii                             | - 1500 Go-Kashiwabara 1526 |
| Kalif                                      | - 1508 Al-Mutawakkil III 1517 |
| Król Kastylii i Leónu                      | - 1506 Ferdynand Aragoński 1516 |
| Patriarcha Konstantynopola                 | - 1504 Pachomiusz I 1513 |
| Władca Korei                               | - 1506 Chungjong 1544 |
| Wielki książę litewski                     | - 1506 Zygmunt I Stary 1548 |
| Sułtan Maroka                              | - 1505 Muhammad al-Burtukali 1524 |
| Senior Monako                              | - 1505 Lucjan 1523 |
| Wielki książę moskiewski                   | - 1505 Wasyl III 1533 |
| Król Nawarry                               | - 1484 Katarzyna z Nawarry i Jan d’Albret 1516 |
| Król Norwegii                              | - 1483 Jan Oldenburg 1513 |
| Sułtan Omanu                               | - 1500 Muhammad ibn Isma’il 1529 |
| Elektor Palatynatu                         | - 1508 Ludwik V 1544 |
| Papież                                     | - 1503 Juliusz II 1513 |
| Król Portugalii                            | - 1495 Manuel I 1521 |
| Cesarz Rzymski (niemiecki)                 | - 1493 Maksymilian I Habsburg 1519 |
| Kapitanowie Regenci San Marino             | - 1508 Antonio di Girolamo Francesco di Marino Giangi 1509 - 1509 Innocenzo di Menetto Bonelli Antonio di Benetto 1509 - 1509 Andrea di Giorgio Loli Antonio di Marino Giannini 1510 |
| Elektor Saksonii                           | - 1486 Fryderyk I Mądry 1525 |
| Król Szkocji                               | - 1488 Jakub IV 1513 |
| Król Szwecji                               | - 1504 Svante Nilsson Sture 1512 |
| Król Tajlandii                             | - 1491 Ramathibodi II 1529 |
| Sułtan Turków                              | - 1481 Bajazyd II 1512 |
| Doża Wenecji                               | - 1501 Leonardo Loredano 1521 |
| Król Węgier                                | - 1490 Władysław II 1516 |
| Cesarz Wietnamu                            | - 1505 Lê Uy Mục 1509 - 1509 Lê Tương Dực 1516 |
| Wielki mistrz zakonu krzyżackiego          | - 1498 Fryderyk Wettyn 1510 |

Rok 1509 / MDIX
stulecia: XV wiek ~
XVI wiek ~
XVII wiek

lata: 1499 «
1504 «
1505 «
1506 «
1507 «
1508 «
1509
» 1510
» 1511
» 1512
» 1513
» 1514
» 1519

## Wydarzenia w Polsce
- 16 lutego – w Wilnie zakończył obrady Sejm Wielkiego Księstwa Litewskiego[1].
- 11 marca-16 kwietnia – w Piotrkowie obradował sejm[2].
- Jakub Polak założył jesziwę w Krakowie.
- Pochód Wojewody Bogdana na Polskę
- Lubraniec otrzymał prawa miejskie.

## Wydarzenia na świecie
- 3 lutego – zwycięstwo w morskiej bitwie pod Diu na zachodnim wybrzeżu Indii zapewniło Portugalii dominację na południowych morzach wschodniej półkuli.
- 21 kwietnia – Henryk VIII Tudor po śmierci swojego ojca Henryka VII został królem Anglii.
- 27 kwietnia – papież Juliusz II obłożył klątwą Republikę Wenecką.
- 14 maja – wojny włoskie: siły francuskie pokonały Wenecjan w bitwie pod Agnadello.
- 8 czerwca – wojny włoskie: wojska florenckie zdobyły Pizę.
- 11 czerwca – Henryk VIII Tudor zawarł małżeństwo z Katarzyną Aragońską.
- 24 czerwca – Henryk VIII Tudor i Katarzyna Aragońska zostali koronowani w Opactwie Westminsterskim.
- 10 września – trzęsienie ziemi i wywołane nim tsunami zabiły w Stambule ok. 10 tys. osób.

## Urodzili się
- 10 lipca – Jan Kalwin, twórca kalwinizmu (zm. 1564)
- 3 sierpnia – Étienne Dolet, francuski uczony, tłumacz i drukarz (zm. 1546)
- data dzienna nieznana: 
  - Fernão Mendes Pinto, portugalski podróżnik i poszukiwacz przygód (ur. ok. 1509  – zm. 1583)

## Zmarli
- 21 kwietnia – Henryk VII Tudor, król Anglii i lord Irlandii (ur. 1457)
- 11 lipca – Wilhelm II Średni, landgraf Hesji (ur. 1469)